# Ужгород (корвет)
«Ужгород» (U207) — малий протичовновий корабель, пізніше — корвет Військово-Морських Сил України. Багатоцільовий корабель прибережної дії проєкту 1241.2 (шифр «Молнія-2», англ. Pauk-I class за класифікацією НАТО). До 1998 року — МПК-93.

## Особливості проєкту
Проєкт 1241.2 — серія малих протичовнових кораблів, які будувалися в СРСР для військово-морського флоту і морських частин прикордонних військ КДБ у вісімдесятих роках XX століття.
Прикордонний варіант корабля практично повторює протичовновий варіант корабля 1241.2 проєкту. Створений на базі розробленого в 1973 році ЦКБ «Алмаз» проєкту ракетного катера 1241 відрізняється від нього озброєнням (відсутність ударного комплексу, замість нього посилене протичовнове озброєння), більш економічною енергетикою (замість газотурбінної енергетичній установці застосована економічніша дизельна). Фактично, проєкти 1241.1 і 1241.2 виявилися різними типами кораблів.
Всього в 1976–1987 роках було побудовано 29 кораблів проєкту 1241.2, у тому числі для ВМФ — 9 одиниць, всі інші — для морчастин прикордонних військ.

## Історія корабля
Малий протичовновий корабель МПК-93 був закладений на стапелі Ярославського суднобудівного заводу (заводський номер 507) 5 травня 1981 року. 8 лютого 1982 року зарахований в списки кораблів ВМФ. Спущений на воду 6 липня 1982 року і незабаром переведений по внутрішнім водним шляхам в Азовське море, а звідти в Чорне для проходження здавальних випробувань. Вступив в дію 25 грудня 1982 року і 7 лютого 1983 року включено до складу Чорноморського флоту. До 1997 року МПК-93 входив до складу 307-го дивізіону протичовнових корабель 17-ї бригади кораблів охорони водного району, що базувалася на озері Донузлав. 
У 1992 році командиром корвету був проукраїнський капітан 3-го рангу Віктор Заремба, але він був зміщений проросійський начальником, командиром дивізіону, капітаном 3-го рангу Олегом Долговим. Під час переходу фрегату СКР-112 з Донузлава до Одеси, щоб приєднатись до ВМС України, корвет на чолі з Долговим переслідував бунтівний корабель, але відстав і повернувся на базу. 
Під час розділу Чорноморського флоту СРСР корабель було призначено для передачі Військово-Морським Силам України. Під час отримання кораблів Чорноморського флоту СРСР ВМС України дістався в небоєготовому стані. В ВМС України був перекласифікований у корвет та отримав назву «Ужгород» (U207). Через відсутність нормального фінансування ВМС корабель тривалий час перебуває в резерві. В даний час корабель базується на селище Новоозерне (Донузлав).
У складі ВМС Україні кораблем командували:
- капітан 3 рангу Сергій Матушкін (2005 – 2009);
- капітан 2 рангу Дмитро Горбенко (2009 – 2012).